# Дібрівська сільська рада (Тетіївський район)
| Дібрівська сільська рада — колишній орган місцевого самоврядування у Тетіївському районі Київської області з адміністративним центром у с. Дібрівка. Історична дата утворення: в 1919 році. Сільській раді були підпорядковані населені пункти: - с. Дібрівка - с. Дубина |

## Склад ради
Рада складалась з 16 депутатів та голови.

### Керівний склад ради
| ПІБ                        | Основні відомості                                                                  | Дата обрання | Дата звільнення |
| -------------------------- | ---------------------------------------------------------------------------------- | ------------ | --------------- |
| Костенко Микола Григорович | Сільський голова, 1952 року народження, освіта, член Соціалістичної партії України | 26.03.2006   | 31.10.2010      |
| Костенко Микола Григорович | Сільський голова, 1952 року народження, освіта вища, безпартійний                  | 31.10.2010   |                 |

Примітка: таблиця складена за даними джерела